# زيومارا بلاندينو
زيومارا بلاندينو (بالإسبانية: Xiomara Blandino)‏ (من مواليد 10 سبتمبر 1984) هي طالبة في الهندسة المعمارية في نيكاراغوا وحازت على لقب ملكة جمال نيكاراغوا 2007. وشاركت في مسابقة ملكة جمال الكون لعام 2007 التي تمثل نيكاراغوا وذهبت إلى الدور قبل النهائي. احتلت المركز العاشر حيث فازت ملكة جمال اليابان ريو موري باللقب.

## روابط خارجية
- زيومارا بلاندينو على موقع IMDb (الإنجليزية)